# Esteban Herrera
Esteban José Herrera (n. Villa Constitución, Provincia de Santa Fe, Argentina, 9 de marzo de 1981) es un exfutbolista argentino. Jugó de delantero.

## Trayectoria
Esteban Herrera nació en la ciudad de Villa Constitución a inicios de la década de los ’80. Inició su carrera en Boca Juniors, donde se convirtió en el máximo goleador histórico de las divisiones inferiores. Luego fue ascendido al primer equipo, donde le costó ganarse un lugar porque adelante suyo tenía a Martín Palermo, Guillermo Barros Schelotto, Marcelo Delgado, Fernando Pandolfi, Christian Giménez, Alfredo Moreno y Roberto Colautti. Debutó en Primera el 28 de marzo de 1999, reemplazando a Christian Giménez en el empate 1-1 ante Gimnasia y Esgrima La Plata. Luego jugó en Reserva y reapareció en el primer equipo el 4 de marzo de 2001 en la derrota por 2-1 ante Racing. Jugó otros 6 partidos, anotándole a Colón de Santa Fe en uno de ellos.
A mediados de 2001 participó del Mundial Sub-20 que se disputó en Argentina y en el que el seleccionado nacional se consagró campeón. Convirtió 3 goles y jugó al lado de posteriores mundialistas con la selección mayor como Nicolás Burdisso, Fabricio Coloccini, Maxi Rodríguez y Javier Saviola. Pero la gloria le duró poco ya que después del mundial, al no tener lugar en Boca por la llegada de Naohiro Takahara, fue cedido a préstamo a Talleres de Córdoba.
Retornó a Boca pero no fue tenido en cuenta, por lo que quedó libre a mediados del 2003. Con la carta pase en su poder, viajó a Italia y fichó por el Messina de la Serie B. Disputó solo 7 encuentros y a los seis meses se fue al Lucchese de la Serie C1.
Volvió a Argentina en la segunda mitad del 2004 para jugar en Chacarita, que por ese entonces era dirigido por Ernesto Mastrángelo y tenía como objetivo retornar a Primera División. El técnico dejó el cargo a las pocas fechas y el equipo se salvó del descenso tras vencer a Defensores de Belgrano. Convirtió 6 goles y fue uno de los puntos altos en un plantel muy flojo. A mediados de 2005 retornó al continente europeo para jugar en el Iraklis de Grecia. En su primer año anotó 7 goles en 29 partidos.
Desciende de categoría con Coronel Bolognesi y Ñublense, en el Campeonato Descentralizado 2009 y torneo clausura 2011 respectivamente.

## Clubes
| Club                 | País      | Año       | Goles |
| -------------------- | --------- | --------- | ----- |
| Boca Juniors         | Argentina | 1999-2001 | 1     |
| Talleres de Córdoba  | Argentina | 2001-2002 | 0     |
| Messina              | Italia    | 2003      | 0     |
| AS Lucchese          | Italia    | 2004      | 0     |
| Chacarita Juniors    | Argentina | 2004-2005 | 6     |
| Iraklis              | Grecia    | 2005-2007 | 10    |
| Veria FC             | Grecia    | 2007-2008 | 2     |
| OFI Creta            | Grecia    | 2008-2009 | 1     |
| Coronel Bolognesi    | Perú      | 2009      | 4     |
| Sportivo Italiano    | Argentina | 2010      | 0     |
| Ñublense             | Chile     | 2011      | 1     |
| Mitra Kukar          | Indonesia | 2011-2013 | 15    |
| Deportivo Camioneros | Argentina | 2014      | 0     |

## Palmarés

### Campeonatos nacionales
| Título           | Club         | País      | Año    |
| ---------------- | ------------ | --------- | ------ |
| Primera División | Boca Juniors | Argentina | C-1999 |

### Copas internacionales
| Título              | Club                | País      | Año  |
| ------------------- | ------------------- | --------- | ---- |
| Copa Mundial Sub-20 | Selección Argentina | Argentina | 2001 |